# Amé I. de Sarrebruck-Commercy
Amé I. de Sarrebruck-Commercy (X Juni 1414 in Arras) aus dem Maison de Broyes war Gouverneur von Champagne und Brie sowie Seigneur du „Château-Haut“ in Commercy seit dem Tod seines Bruders Simon III. 1396.

## Leben
Amé de Sarrebruck-Commercy ist ein Sohn von Jean III. und Marie d'Arcelles. Er bezeichnete sich ab 1389 als Damoiseau und nach dem Tod seines Bruders Simon V. († 18. Januar 1396) dann als Chevalier. Zusammen mit seinem Bruder Jean, dem Bischof von Verdun († 1438), führte er am 8. März 1396 die Aufteilung des Nachlasses von Simon III. durch.
Amé war Kammerherr des französischen Königs Karl VI. und handelte dementsprechend in dessen Interessen. Als die Stadt Toul Vorwürfe gegen den rivalisierenden Herzog Karl II. von Lothringen erhob und ihren Wunsch äußerte, sich unter die Obhut des Königs zu begeben, ermutigte Amé als Gardien de Toul die Bürger zu einem Aufstand. Als Dank für seinen Einsatz wurde er zum Oberbefehlshaber von Luxemburg ernannt und geriet so in die Streitigkeiten zwischen dem (im Jahr 1400 abgesetzten) römisch-deutschen König Wenzel, der vom französischen König unterstützt wurde, und dessen Nachfolger Ruprecht, der Lothringens auf seiner Seite hatte. Im Jahr 1407 triumphierte Lothringen und Amé wurde zusammen mit vielen anderen Herren gefangen gesetzt; er kaufte sich mit Hilfe seines Bruders Jean für 30.000 Écu frei, der einen Teil seines Besitzes verpfändete, um die Summe aufzubringen; Amé I. wurde am 27. Juli 1408 aus dem Gefängnis entlassen.
1409 führt er Krieg gegen Friedrich IV. von Moers, Graf von Saarwerden, den er am 25. Juni desselben Jahres gewann. Amés Gefangene, darunter 75 deutsche Herren, z. B. Friedrich von Zweibrücken-Bitsch, wurden nach Commercy gebracht, um auf die Zahlung eines Lösegelds zu warten; diese sollte von Kardinal Ludwig von Bar, dem Markgrafen von Pont-à-Mousson, und dessen Bruder Johann, Herr von Puisaye, aufgebracht werden.
1412 begleitete er Charles de Valois, Herzog von Orléans, bei seinem Wunsch, die Ermordung seines Vaters Louis (1407) durch Johann Ohnefurcht, Herzog von Burgund, zu rächen. Bei dieser Gelegenheit blieb Jean de Dunois, Louis‘ außerehelicher Sohn, auf Burg Ville-sur-Tourbe und bei Marie de Châteauvillain, Amés zweiter Ehefrau. 
Amé de Sarrebruck-Commercy fiel im Juni 1414, als er gerade zum Gouverneur des Herzogtums Bar ernannt worden war, bei der Belagerung von Arras.

## Ehe und Familie
Amé I. de Sarrebruck-Commercy heiratete in erster Ehe vor dem 22. Mai 1393 Marie de la Bove († vor 1395), Dame de Ville-sur-Tourbe et d’Olisy, Erbtochter von Jean genannt „Barat“, Seigneur de la Bove, de Montchâlons, et de Maurigny, von der er keine Kinder hatte.
Am 27. September 1396 heiratete er in zweiter Ehe Marie de Châteauvillain, Dame de Louvois († nach 1423), Tochter von Jean II., Seigneur de Châteauvillain et de Thil-en-Auxois (die ebenfalls dem Maison de Broyes angehörte), und Jeanne de Grancey; aus seiner zweiten Ehe hatte er zwei Kinder:
- Robert I. († 1464/65 auf Burg Louvois), 1414 Damoiseau de Commercy, Comte de Roucy et de Braine; ⚭ 1414[6] Jeanne de Roucy († 3. September 1459), 1415 Dame de Roucy et de Braine, Erbtochter von Jean VI., Comte de Roucy et de Braine (Haus Pierrepont)
- Marie, 1449 bezeugt; ⚭ (1) Jean de Hangest († 1421), Seigneur de Genlis; ⚭ (2) 8. Juni 1422 Gaucher de Rouvroy, Seigneur de Saint-Simon 1416/49 (Haus Rouvroy de Saint-Simon)